# 腓特烈八世 (什勒斯維希-霍爾斯坦)
腓特烈八世（德語：Friedrich VIII.，1829年7月6日—1880年1月14日），什勒斯維希-霍爾斯坦公爵，1863年至1880年在位。

## 家庭
1856年，腓特烈與霍恩洛厄-朗根堡的阿德海德結婚，兩人共有1子3女：
1. 奧古斯塔·維多利亞（1858年—1921年），德意志皇后
2. 卡羅琳·瑪蒂爾德（1860年—1932年）
3. 恩斯特·金特（1863年—1921年），什勒斯維希-霍爾斯坦公爵
4. 路易絲·索菲（1866年—1952年）